# Centaurea odyssei
Centaurea odyssei — вид рослин роду волошка (Centaurea), з родини айстрових (Asteraceae).

## Опис рослини
Це багаторічна рослина заввишки 8–25 см, має рясно розгалужене дерев'янисте кореневище з численними стерильними та родючими пагонами, стебла прямовисні, прості, густо листяні. Листки притиснено сіро-запушені; прикореневі й нижні цілі або переважно перисторозділені, з 2–3 парами коротких сегментів; серединні й верхні подібні або від перисточасточкових до зубчастих, сидячі. Квітки жовті. Папуси 5–6 мм, внутрішній ряд 1 мм.

## Середовище проживання
Ендемік пн.-зх. Туреччини (Анатолія).